# Przemysław Zamojski
Przemysław Zamojski, född 16 december 1986, är en polsk basketspelare. 
Zamojski deltog vid olympiska sommarspelen 2020 och var en del av Polens lag som blev utslagna i gruppspelet i tremannabasket.